# 妻沼岩彦
妻沼岩彦 (Iwahiko Tsumanuma、Thomas S.Rockrise 1878年～1936年)は、日系アメリカ人建築家。
妻沼は、トーマス・S.・ロックライスの名の下に、おもにアメリカ合衆国で活躍した。長男・George T. Rockriseも建築家。塩田武雄と組み、ニューヨークでYamanaka & Companyのギャラリーのデザインなどを手掛けた。

## 経歴
出身は山形市。若くして家業に従事するが失敗し、21歳で国を離れ、アジアとヨーロッパを経由してアメリカに着く。アメリカの高等学校入学卒業を経て、1912年、シラキュース大学建築科に進学し、卒業後、ニューヨークに。TアンドL、バレル・ホフマン建築事務所などを経て、1918年、独立した。
同郷の佐野利器、アメリカ留学して建築を学んだ松田軍平兄弟らと親交をもった。
病気で引退を余儀なくされる1922年までに米国と日本でいくつか建物を設計。
アジア系アメリカ人のメンバーとして、そのキャリアの終わり近く1921年には、アメリカ建築家連盟に入会。
この他、ニューヨークの建築家連合（Architectural League of New York）、日本建築学会の会員でもあった。